# Apeadeiro de Zimbro
O Apeadeiro de Zimbro foi uma gare da Linha do Sabor, situado no concelho de  Torre de Moncorvo, em Portugal.

## História
Esta interface situava-se no troço da Linha do Sabor entre o Pocinho e Carviçais, que entrou ao serviço no dia 17 de Setembro de 1911. A linha foi encerrada em 1988.